# Siro Lombardini
Siro Lombardini (Milano, 3 luglio 1924 – Chieri, 25 ottobre 2013) è stato un economista e politico italiano.

## Biografia
Si laurea in Economia e commercio nel 1946 alla Università Cattolica del Sacro Cuore di Milano. Docente ordinario di Politica economica, ottenne varie cattedre universitarie, diventa un economista di fama internazionale tanto da venir nominato direttore dell'Istituto di ricerche economico e sociali del Piemonte (IRES Piemonte) dal 1958 al 1968 e da essere chiamato (1963) come visiting professor alle Università di Leningrado, Parigi e Cambridge.
Fu presidente dell'ISCOM di Torino, presidente dell'Associazione italiana prefabbricati di Milano, amministratore Standa, SIFA, GONDRAND e Taverna Genova. Fece parte del Comitato scientifico della Fondazione Luigi Einaudi di Torino e del comitato scientifico dell'Istituto lombardo di studi economici e sociali.
Lombardini è attivo anche politicamente, è infatti consulente economico per la Presidenza del Consiglio dei ministri e per vari ministeri.
Nella VII Legislatura fu eletto senatore nella Democrazia Cristiana (1976-1979) nel collegio Lombardia.
Il 4 agosto 1979 (VIII Legislatura) fu nominato Ministro delle partecipazioni statali nel primo governo Cossiga, e si trovò incolpevolmente a fronteggiare il cosiddetto "scandalo delle tangenti ENI", ereditato dal suo predecessore. Restò ministro fino al 3 aprile 1980.
Inoltre, Lombardini è stato presidente dell'Istituto Bancario Italiano e della Banca Popolare di Novara, da lui portata alla fusione con la Banca Popolare di Verona, dando poi vita all'attuale Banco Popolare.
Nel 1995 gli è stato assegnato, insieme a Francesco Salamini, il premio Invernizzi conferito dalla omonima Fondazione. Sempre nel 1995, l'Accademia dei Lincei gli ha assegnato il Premio Feltrinelli per le Scienze economiche.
Tra le sue numerose opere pubblicate, oltre ai prevalenti testi di carattere economico, si sono aggiunte, successivamente, opere di argomento religioso (L'ultima speranza del 2000, Alla ricerca di Gesù 2008), filosofico (Libertà per la ragione 2001) ed anche una raccolta di poesie (Dalla terra al cielo del 2005).

## Opere (selezione)
- Il monopolio nella teoria economica, Milano, Vita e pensiero, 1953.
- Fondamenti e problemi dell'economia del benessere, Milano, Giuffre, 1953.
- L'analisi della domanda nella teoria economica, Milano, Giuffrè, 1956.
- Piano economico e impresa pubblica, a cura di Franco Archibugi e Siro Lombardini,Torino, Boringhieri, 1963.
- Concorrenza, monopolio e sviluppo, Milano, F. Angeli, 1971.
- Oltre la crisi : verso una societa post-capitalistica, Bologna, Il mulino, 1979.
- Il nuovo corso di economia politica, 2 voll., Torino, UTET, 1985-1986.
- La grande crisi : il 1987 come il 1929?, Bari, Cacucci, 1987.
- Dentro la crisi : all'Est, all'Ovest, in Italia, Roma-Bari, Laterza, 1992.
- L'ultima speranza : il Dio ineffabile, prefazione di Gianfranco Ravasi, Soveria Mannelli, Rubbettino, 2000. ISBN 88-7284-911-X
- Libertà per la ragione : riflessioni critiche sui problemi e sugli indirizzi della filosofia contemporanea, prefazione di Emanuele Severino, Napoli, Vivarium, 2001. ISBN 88-85239-62-5
- Verso un mondo nuovo?, Torino, UTET, 2004. ISBN 88-7750-904-X
- Dalla terra al cielo : un viaggio tra ragione e mistero, commento di Mario Luzi, Soveria Mannelli, Iride, 2005. ISBN 88-88947-38-8
- Carli, Baffi, Ciampi : tre governatori e un'economia, Torino, Utet, 2005. ISBN 88-02-07170-5
- Lettere ai giovani : la nostra storia, la massificazione della società, la morte dell'ambiente, Soveria Mannelli, Rubbettino, 2005. ISBN 88-498-1298-1
- Alla ricerca di Gesù, presentazione di Carlo Maria Martini, Soveria Mannelli, Rubbettino, 2008. ISBN 978-88-498-2208-3